# Курбэ (линкор)
«Курбэ» (фр. Courbet) — французский Линкор. Головной в первой серии французских дредноутов — типа «Курбэ». Назван в честь адмирала Амеде Курбе. Корабль построен незадолго перед Первой мировой войной в рамках кораблестроительной программы 1910 года. Во время войны действовал на Средиземноморском театре. 16 августа 1914 года принял участие в потоплении австро-венгерского крейсера «Зента». «Курбэ» базировался в Отранто, блокируя Австро-венгерский флот в Адриатике, осуществляя прикрытие лёгких сил Отрантского барража.
После окончания войны использовался в качестве стационарного учебного корабля. Несмотря на несколько модернизаций, к началу Второй мировой войны линкор уже морально устарел. После немецкого вторжения во Францию, 10 мая 1940 года, «Курбэ» был спешно перевооружён. Он поддержал Союзные войска во время обороны Шербура в июне 1940 года, позже в том месяце совершил переход в Англию. 3 июля, перед началом операции «Катапульта», линкор был захвачен британскими силами в Портсмуте и неделю спустя был передан Свободной Франции. До 31 марта 1941 года «Курбэ» использовался в качестве склада и зенитного судна, после чего линкор был разоружён. В 1944 году двигатели и котлы корабля были демонтированы, чтобы подготовить его к использованию в качестве волнореза во время десантной операции в Нормандии в июне 1944 года.

### На русском языке
- Александров Ю. И. Линейные корабли типа «Курбэ». 1909-1945 гг.. — СПб.: Издатель Р. Р. Муниров, 2007. — 84 с. — ISBN 978-598830-025-0.

### Иностранные издания
- Dumas, Robert. The French Dreadnoughts: The 23,500 ton Courbet Class // Warship IX / John Roberts. — Annapolis, Maryland: Naval Institute Press. — P. 154–164, 223–231. — ISBN 0-87021-984-7.
- Dumas, Robert; Guiglini, Jean. Les cuirassés français de 23,500 tonnes. — Grenoble, France, 1980.
- Gardiner, Robert; Chesneau, Roger. Conway's All the World's Fighting Ships, 1922–1946. — Annapolis, Maryland: Naval Institute Press, 1980. — ISBN 0-87021-913-8.
- Gardiner, Robert; Gray, Randal. Conway's All the World's Fighting Ships: 1906–1922. — Annapolis, Maryland: Naval Institute Press, 1985. — ISBN 0-87021-907-3.
- Jordan, John; Dumas, Robert. French Battleships 1922–1956. — Annapolis, Maryland: Naval Institute Press, 2009. — ISBN 978-1-59114-416-8.
- Whitley, M. J. Battleships of World War II. — Annapolis, Maryland: Naval Institute Press. — ISBN 1-55750-184-X.